# Kościół św. Antoniego Padewskiego w Gierałtowie
Kościół św. Antoniego Padewskiego w Gierałtowie – rzymskokatolicki kościół parafialny zlokalizowany w Gierałtowie w województwie dolnośląskim, w powiecie bolesławieckim. Funkcjonuje przy nim parafia św. Antoniego Padewskiego.

## Historia
Świątynia wzmiankowana była w 1346. Obecny wzniesiono w XV wieku, natomiast wieżę dostawiono w 1704. W latach 1780–1781 został przebudowany przez wiernych wyznania ewangelickiego.

## Architektura
Obiekt wzniesiono na planie prostokąta. Mury nawy są oskarpowywane. Wewnątrz otaczają ją z trzech stron drewniane empory. Od strony południowej do bryły przylega zakrystia. Budynek nakryto dachem dwuspadowym z naczółkami. Na kalenicy znajduje się sygnaturka zakończona hełmem z prześwitem. Okna rozmieszczono w dwóch rzędach i ujęto opaskami rozdzielonymi gzymsem.

## Wyposażenie
We wnętrzu znajdują się XVIII-wieczne organy, kamienna chrzcielnica z drewnianą pokrywą (1894), droga krzyżowa, figura Chrystusa i obraz maryjny. Część z tego (w tym obraz Matki Bożej) jest byłym wyposażeniem świątyni ze Świrza w dawnym województwie tarnopolskim II RP. Rzeczy te przywieźli przesiedleni po II wojnie światowej parafianie. W mury wmontowany jest zespół kamiennych płyt nagrobnych z XVII i XVIII wieku.

## Galeria

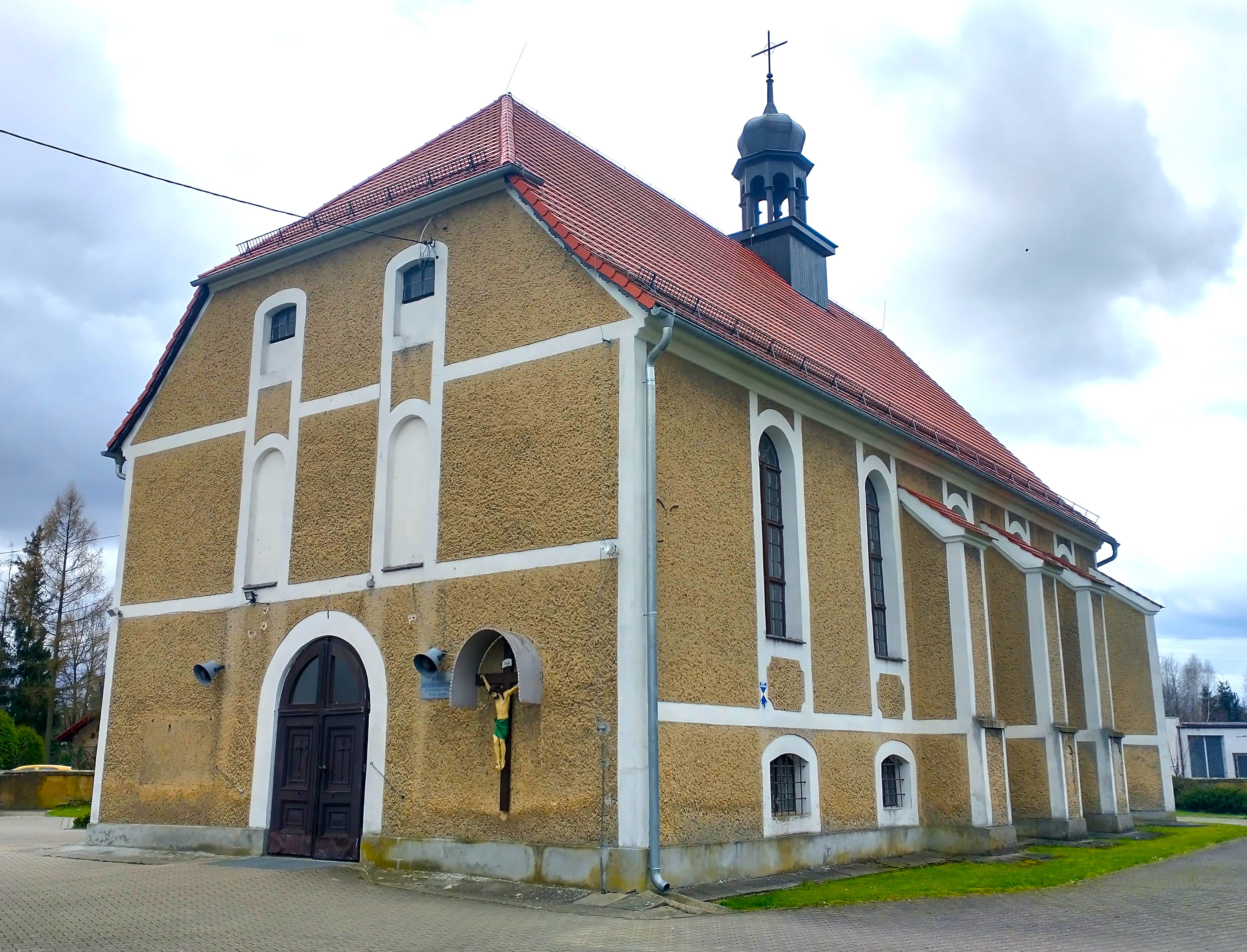
Elewacja główna z wejściem
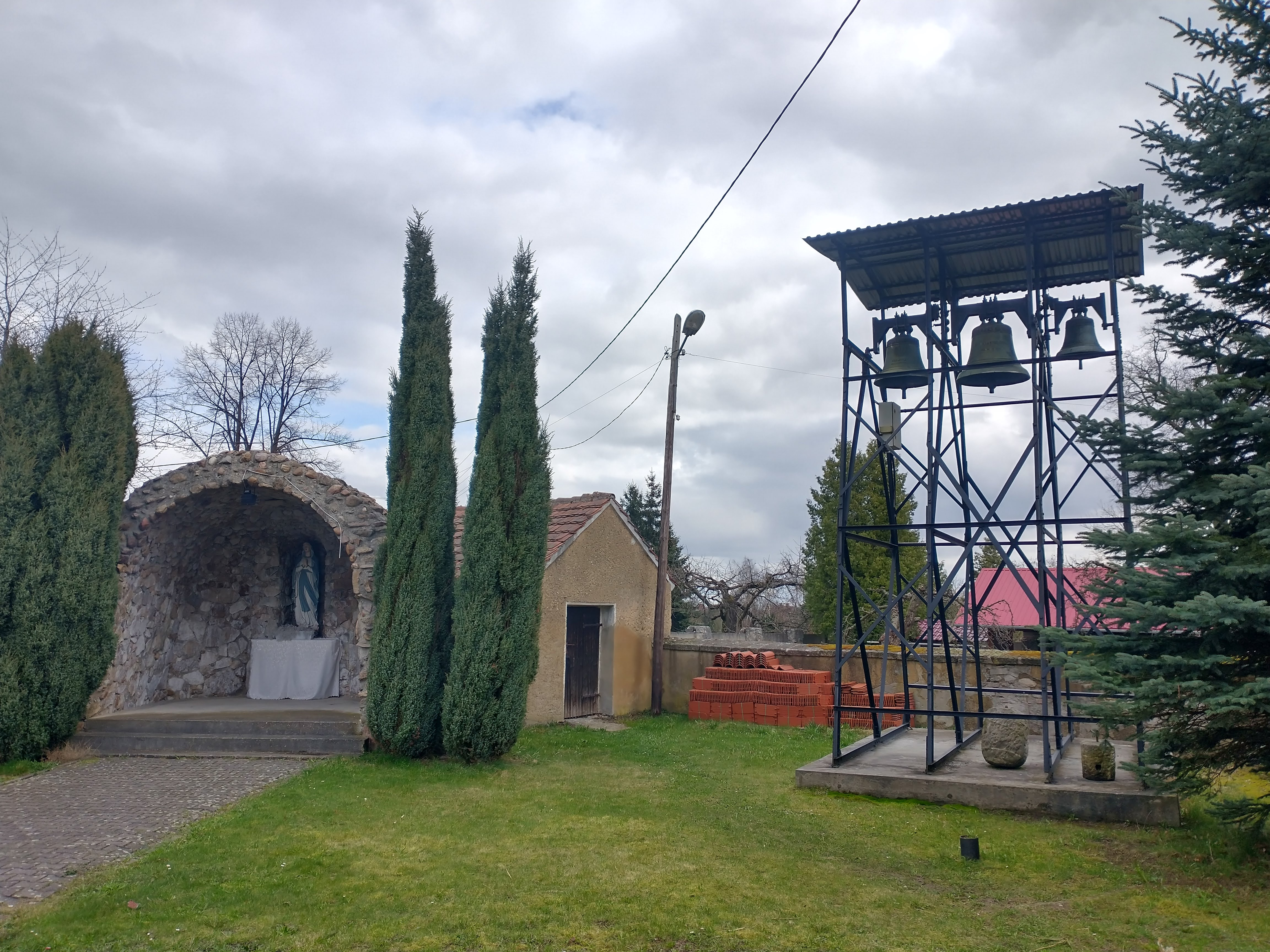
Grota maryjna i dzwonnica
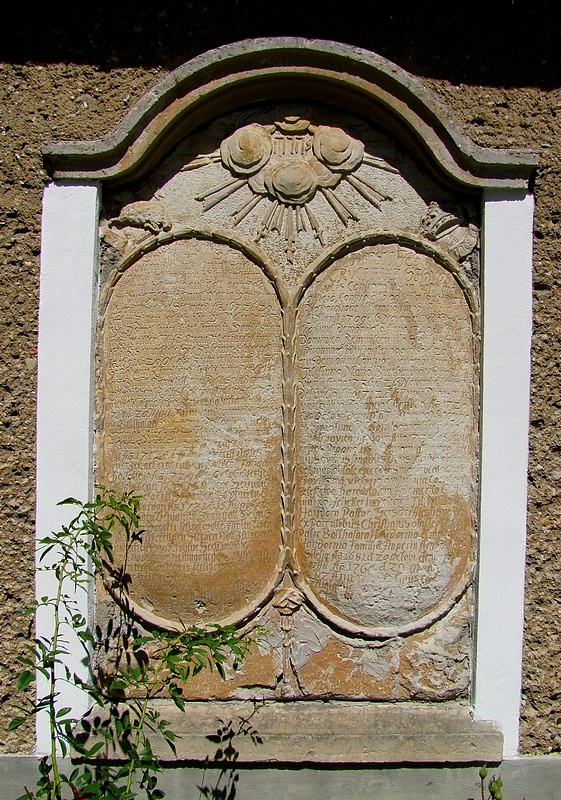
Płyta nagrobna